# Tricheco (sommergibile 1909)
Il Tricheco è stato un sommergibile della Regia Marina.

## Storia
Una volta in servizio fu dislocato a Venezia, inquadrato nella IV Squadriglia Sommergibili.
Fu impiegato per l'addestramento sino all'agosto 1914, mese in cui fu dapprima assegnato alla Squadriglia Autonoma di Brindisi e poi ritrasferito a Venezia, ma con assegnazione presso la I Squadriglia.
All'entrata dell'Italia nella prima guerra mondiale lo comandava il tenente di vascello Piero Torrigiani; operò con compiti difensivi al largo del porto veneto.
Nel 1916 fu trasferito alla II Squadriglia Sommergibili.
Il 12 febbraio 1916, alle 14.30, mentre era all'ormeggio a Porto Corsini, fu assalito da alcuni idrovolanti austro-ungarici venendo bersagliato, da alta quota, con dodici bombe, nessuna delle quali andata a segno.
Nel 1917 (da gennaio lo comandava il tenente di vascello Bernucci) passò nuovamente alla I Squadriglia e fu impiegato nella difesa di Ancona, Ravenna e Porto Corsini.
Fu poi messo in riserva (febbraio 1918), disarmato, radiato e demolito.
In tutto il Tricheco aveva svolto 37 missioni di guerra, trascorrendo in mare 695 ore.